# Liane Wörner

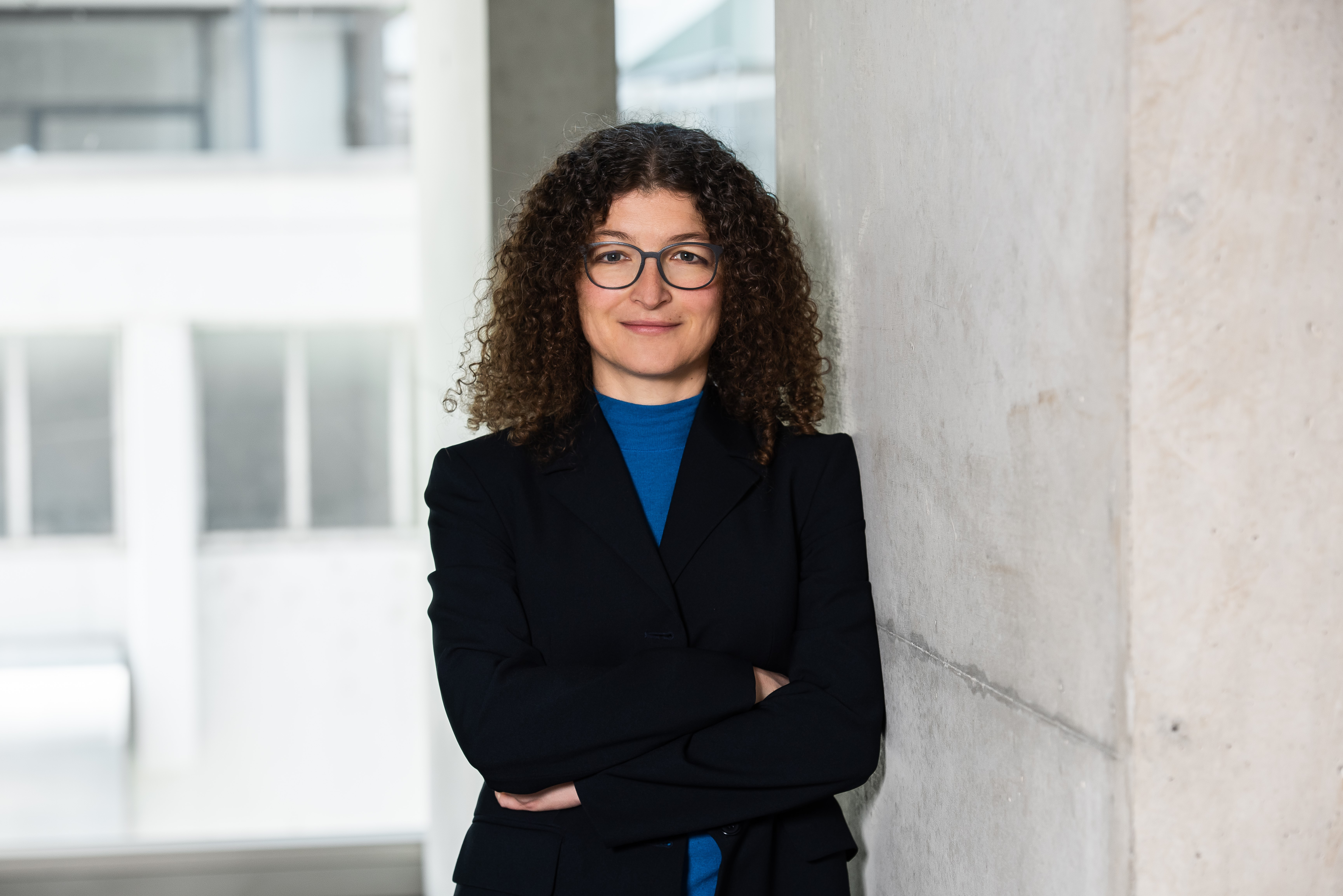
Liane Wörner (2023)

Liane Wörner (* 19. August 1975) ist eine deutsche Juristin. Sie ist Inhaberin des Lehrstuhls für Strafrecht, Strafprozessrecht, Rechtsvergleichung, Medizinstrafrecht und Rechtstheorie und Direktorin des Centre for Human | Data | Society an der Universität Konstanz. Sie wurde am 27. März 2023 von den Ministern Karl Lauterbach (BMG), Marco Buschmann (BMJ) und der Ministerin Lisa Paus (BMfFSFJ) in die Kommission zur reproduktiven Selbstbestimmung und Fortpflanzungsmedizin berufen. Liane Wörner leitete die Arbeitsgruppe 1 – Möglichkeiten der Regulierung für den Schwangerschaftsabbruch außerhalb des Strafgesetzbuchs – als wissenschaftliche Koordinatorin.

## Beruflicher Werdegang
Wörner studierte von 1994 bis 1998 Rechtswissenschaft an der Universität Leipzig. Nach Abschluss des juristischen Referendariats 2001 in Hessen absolvierte sie von 2001 bis 2002, gefördert von einem Bucerius-Jura-Stipendium, ein Masterstudium an der University of Wisconsin Law School in den USA (Titel der Masterarbeit: The effectiveness of wiretapping and electronic surveillance to fight against terrorism). Im Anschluss war sie wissenschaftliche Mitarbeiterin bei Walter Gropp (am Lehrstuhl für Strafrecht, Strafprozessrecht und Strafrechtsvergleichung) an der Justus-Liebig-Universität Gießen. 2009 folgte dort die Promotion mit der strafrechtsdogmatischen Schrift Der fehlgeschlagene Versuch zwischen Tatplan und Rücktrittshorizont. Von 2010 bis 2018 war sie Akademische Rätin am selben Lehrstuhl von Walter Gropp. Dort habilitierte sie sich zu einem medizinstrafrechtlichen Thema (Widersprüche beim Lebensschutz) und erhielt 2017 die Venia Legendi für Strafrecht und Strafprozessrecht, Strafrechtsvergleichung, Europäisches und Internationales Strafrecht, Medizinstrafrecht und Rechtstheorie. Von 2010 bis 2011 war Liane Wörner "Margarete Bieber Postdoc-Forschungsstipendiatin" der Justus-Liebig-Universität, von 2011 bis 2014 Mitglied des Forschungsnetzwerks zur Rolle der Strafrechtsvergleichung bei der Europäisierung der Strafrechtspflege (DFG-Projekt) und von 2013 bis 2015 Robert Bosch Fast Track Stipendiatin.
Seit 2019 ist sie Universitätsprofessorin auf Lebenszeit an der Universität Konstanz und Inhaberin des dortigen Lehrstuhls für Strafrecht, Strafprozessrecht, Strafrechtsvergleichung, Medizinstrafrecht und Rechtstheorie. Im Oktober 2022 wurde sie zur Direktorin des neu gegründeten Centre for Human | Data | Society an der Universität Konstanz gewählt.
Im März 2023 wurde sie von den Bundesministern Karl Lauterbach, Marco Buschmann und der Bundesministerin Lisa Paus in die Kommission zur reproduktiven Selbstbestimmung und Fortpflanzungsmedizin berufen. Dort war sie wissenschaftliche Koordinatorin der Arbeitsgruppe 1 – Möglichkeiten der Regulierung für den Schwangerschaftsabbruch außerhalb des Strafgesetzbuches. Die Arbeitsgruppe 1 übergab am 15. April 2024 den Bundesministern Karl Lauterbach, Marco Buschmann und Lisa Paus ihren Abschlussbericht. Hierüber berichtete u. a. die Tagesschau. Die Übergabe des Berichts und die Vorstellung des Berichts auf der Bundespressekonferenz wurden von Phoenix live ausgestrahlt.
Liane Wörner wurde in diesem Zusammenhang u. a. vom SWR interviewt.
Liane Wörner ist derzeit außerdem die Landesberichterstatterin der Sektion II „Strafrecht Besonderer Teil vor den Herausforderungen der Digitalisierung“ der Association Internationale De Droit Pénal und seit 2020 Mitglied des Scientific Committee der internationalen Association.

## Forschung
Liane Wörner untersucht Fragen des Straf- und Strafprozessrechts aus einer europäischen und internationalen strafrechtsvergleichenden Perspektive, sowie solche der Strafrechtsdogmatik, des Strafverfassungsrechts und der Strafrechtstheorie. Aktuell beschäftigt sie sich im Rahmen der transdisziplinär ausgerichteten Initiative Centre for Human | Data | Society vertieft mit den Auswirkungen von Digitalisierung, Datafizierung und hiermit einhergehenden Verantwortungsverschiebungen auf das Strafrecht. In enger Kooperation mit Krisztina Karsai (Szeged/Ungarn) und Adem Sözüer (Istanbul/Türkei) erarbeitet sie in dem EU-geförderten Projekt DIGICRIMJUS seit 2020 ein Lehr- und Forschungsprogramm zu „Digitalisierung und Strafrecht“. Mit einer Arbeitsgruppe am Fachbereich Rechtswissenschaft der Universität Konstanz „Recht und Digitalisierung (RuD)“ diskutiert sie intradisziplinär die Digitalisierung des Rechts und im Recht. Zudem forscht sie im Zusammenhang mit der angestrebten Neuregelung der Strafbarkeit des Schwangerschaftsabbruchs zu Fragen des strafrechtlichen Lebensschutzes. Gemeinsam mit ihren Doktorandinnen Belgin Aktaş und Lena Gmelin entwickelt sie seit 2020 in Konstanz den Forschungs- und Lehrbereich Gender und Strafrecht.

## Privates
Wörner ist verheiratet und Mutter von vier Kindern. Sie lebt in Konstanz.

## Schriften (Auswahl)

### Monographien
- The effectiveness of wiretapping and electronic surveillance to fight against terrorism. Part 1: Overview of the current problem and law. Baden-Baden 2004, ISBN 3-8329-0809-9.
- Der fehlgeschlagene Versuch zwischen Tatplan und Rücktrittshorizont. Baden-Baden 2009, ISBN 978-3-8329-4782-8.
- Widersprüche beim strafrechtlichen Lebensschutz? – Überlegungen zu einem konsistenten strafrechtlichen Schutz des Lebens vorgeburtlich in vitro, vorgeburtlich in utero, bei Sterbehilfe und bei der Hilfe zur Selbsttötung. In Vorbereitung zur Veröffentlichung.

### Mitherausgeberschaft
- Populismus und alternative Fakten, (Straf-)Rechtswissenschaft in der Krise?, in: Arndt Sinn, Pierre Hauck, Micheal Nagel, Liane Wörner (Hrsg.) Abschiedskolloquium für Walter Gropp, Mohr-Siebeck, Tübingen 2020, ISBN 978-3-16-156065-1.
- mit Walter Gropp, Bahri Öztürk und Adem Sözüer (Hrsg.): Beiträge zum deutschen und türkischen Strafrecht und Strafprozessrecht. Die Entwicklung von Rechtssystemen in ihrer gesellschaftlichen Verankerung. Baden-Baden 2010, ISBN 978-3-8329-5343-0.
- mit Walter Gropp, Bahri Öztürk und Adem Sözüer (Hrsg.): Die Entwicklung von Rechtssystemen in ihrer gesellschaftlichen Verankerung. Forschungsband zum deutschen und türkischen Strafrecht und Strafprozessrecht. Alexander von Humboldt Stiftung Institutspartnerschaft (2009–2013). Baden-Baden 2014, ISBN 978-3-8487-0235-0.

### Kommentare
- Kommentierung Vor § 218 bis § 219b, in: Wolfgang Joecks/Klaus Miebach (Hrsg.), Münchener Kommentar zum Strafgesetzbuch, München 4. Aufl., Band 4, 2021, ISBN 978-3-406-74604-8.